# 阿莱恩斯
阿莱恩斯，美国俄亥俄州城市，位于马霍宁县与斯塔克县之间。总人口22,322 (2010年)。